# 肥田舜太郎
肥田舜太郎（1917年1月1日—2017年3月20日），是一位出身廣島的醫師及被爆者。

## 生平
肥田舜太郎出生於廣島市；他的父親是一位銀行職員，他是家中最先出生的兒子，也是中津川肥田氏肥田帯刀的十七代孫。
後來，他就讀於早稲田第一高等学院建築科，並熱衷於攀岩和音樂。在朋友邀請下，他曾前往位在東京下町工場街的托育機構參觀，目睹了當地兒童所面臨的貧窮與衛生低落問題，並因而決定進入日本大學専門部医学科就讀。求學過程中，他曾因其自由主義傾向及相關信念與有關當局發生衝突，並因此屢遭懲處。
1943年及1944年，他分別畢業於日本大學及陸軍軍醫學校；畢業後，他被授階為軍医少尉，並在廣島陸軍病院（戰後成為広島赤十字・原爆病院）就任其病理學實驗室主任，致力於流行病預防工作。
1945年8月6日，當肥田舜太郎正在安藝郡戸坂村（距離原爆點約6公里）為病患診療時，他近距離目睹了小男孩原子彈被從艾諾拉·蓋號轟炸機投下及爆炸的過程。不久，他成為當地倖存的專業醫療工作者之一，並開始投入傷患救治工作。在診治過程中，他發現許多病患因為無法理解的原因紛紛死亡；在這過程中，他觀察到因核爆炸而引起的種種人體反應。
往後，肥田舜太郎致力於診治被爆者直至退休為止，持續向美國當局爭取補償，並積極呼籲廢除一切核武器。
因不滿駐日盟軍總司令禁止輻射病的相關研究，他曾加入日本共產黨；同時，他也因持續接觸診治被爆者而遭美軍逮捕數次。1949年，他在赤色清洗中遭所任職的國立醫院解除職務。1955年，他前往埼玉縣行田市開設診所，並代表日本共產黨當選市議員。
他曾多次接受訪談其關於廣島市原子彈爆炸的回憶。在2011年福島第一核電廠事故發生後，他也曾在日本國內巡迴演講300多次，向大眾說明輻射對人體健康的影響。
2017年3月20日逝世，享寿一百岁。

## 參與紀錄片
- Hiroshima: BBC History of World War II（英语：Hiroshima: BBC History of World War II）（2005年）
- Blessures atomiques（2006年）[6]
- White Light/Black Rain: The Destruction of Hiroshima and Nagasaki（英语：White Light/Black Rain: The Destruction of Hiroshima and Nagasaki）（2007年）
- In My Lifetime: A Presentation of the Nuclear World Project（英语：In My Lifetime: A Presentation of the Nuclear World Project）（2011年）
- Als die Sonne vom Himmel fiel（2015年）[7][8]
- Hiroshima, Soshite Fukushima（2016年）[9]

## 外部連結
- 肥田舜太郎在互联网电影资料库（IMDb）上的資料（英文）
- Shuntaro Hida - Memoir - World Citizens for Peace （页面存档备份，存于）